# SN 2009jb
SN 2009jb – supernowa odkryta 17 września 2009 roku w galaktyce A172341+3029. W momencie odkrycia miała maksymalną jasność 17,40m.